# عموقه
عموقة كانت قرية فلسطينية صغيرة في جبال الجليل الأعلى على ارتفاع 470م فوق سطح البحر وتبعد 5 كيلومتر عن مدينة صفد. تقع القرية في مكان تحيط به الجبال من كل الجهات، فيما عدا الجهة الشمالية، حيث يتجه مجرى الوادي الصغير الذي تقع القرية على ضفته الشرقية. ويرفد هذا الوادي وادي الوعر، الذي يمر على بعد نصف كيلومتر، شمال القرية. تحيط بالقرية أراضي قرى ماروس وقباعة وفرعم طيطبا ودلاتة.

## معالم وسكان القرية
جُل سكان قرية عموقة من أصل جزائري. كانت القرية معروفة محلياً بينابيعها السبعة؛ وتقع عين البقر في شمالها، وعين الغنم في شمالها الشرقي وعين البستان في جنوبها الشرقي، والعين الفوقا، وعين عسقل في جنوبها، وعين قصيب في جنوبها الغربي، وعين البلد في غربها مباشرة.
وعموقة تعني المنخفض أو العميق باللغة السريانية، عرفت القرية بهذا الاسم أثناء الغزو الصليبي سنة 1596. تُعَد القرية ذات موقع أثري يحتوي على قبور مبنية بالحجارة، مغائر وخربات. خربة النبرة تحتوي الخربة على حجارة مبان مبعثرة وقطع أعمدة. إضافة إلى خربة النبرتين التي تحتوي على حجارة منقوشة، كنيس وقطع معمارية. كانت تقوم في هذا الخربة قرية Kefar Niburya في العهد الروماني. في العام 1948 بلغ عدد سكان القرية 160 نسمة. وكان مجمل عدد بيوت القرية 25 بيتاً.

## إحتلال القرية
احتلت القرية في تاريخ 24 أيار 1948، من قبل البلماح، من خلال عملية يفتاح العسكرية. نزح اهالي القرية نتيحة اعتداء مباشر من القوات الصهيونية.

## القرية اليوم
أسست مستعمرة عموكا على أراضي القرية بعد الاحتلال وهي تقع على بعد كيلومتر إلى الجنوب الشرقي من موقع القرية. اما عن الاثر المتبقي من القرية، فهناك أثر للمنازل، و قد غلب على موقع القرية شجر الكينا والتين والزيتون وباتت الأراضي المحيطة بالموقع في معظمها غابات ويزرع سكان مستعمرة عموكا بعضها.

## وصلات خارجية
- عموقه ترحب بكم
- عموقه من مركز خليل سكاكيني الثقافي